# Deutsche Schwimmmeisterschaften 2018
Die 130. Internationalen Deutschen Meisterschaften im Schwimmen fanden vom 19. bis 22. Juli 2018 zum 15. Mal in Folge in der Schwimm- und Sprunghalle im Europasportpark Berlin statt und wurden vom Deutschen Schwimm-Verband organisiert. Es wurden in 42 Wettkämpfen Titel vergeben, wobei Damian Wierling mit fünf Titeln (3 im Einzel und 2 in den Staffeln) der erfolgreichste Athlet dieser Meisterschaften war.

## Teilnehmer
Startberechtigt auf den Einzelstrecken waren die 100 schnellsten Schwimmer der „Bestenliste der Offenen Klasse“ des DSV sowie die 30 schnellsten Sportler der „Juniorenbestenliste“ des DSV (Jg99/00w und Jg98/99m), die vorab die Qualifikationszeiten erreichten.
Der Qualifikationszeitraum ging vom 1. Dezember 2017 bis 1. Juli 2018. Für deutsche Athleten mit Startrecht für ausländische Vereine bzw. ausländische Schwimmer galt der Zeitraum vom 1. Dezember 2017 bis 17. Juni 2018.
Bei den Staffeln waren je Wettkampfstrecke die 100 schnellsten Teams startberechtigt, wobei das Teilnehmerfeld auf 50 Staffeln begrenzt wurde.
567 Schwimmer aus 168 Vereinen waren für 1561 Einzelstarts und 170 Staffeln angemeldet. Mit 43 Aktiven stellte Kuwait (international) und mit 17 Aktiven die SG Essen (national) die zahlenmäßig größten Mannschaften.

## Rekorde
Sportlicher Höhepunkt der Meisterschaften war der deutsche Rekord von Ramon Klenz über 200 Meter Schmetterling. Damit verbesserte Klenz die 32 Jahre alte Bestmarke aus dem Jahr 1986 von Michael Groß von 1:56,24 auf 1:55,76 min.
Fünfmal wurden deutsche Altersklassenrekorde der Jugend verbessert: Marius Zobel über 400 Meter Freistil, Melvin Imoudu über 50 Meter Brust, Silas Beth über 800 Meter Freistil, Luca Nik Armbruster über 50 und 100 Meter Schmetterling.

## Deutsche Meister
| Disziplin                | Männer                                                                                          | Männer                                                                                          | Männer                                                                                          | Frauen                                                                                          | Frauen                                                                                          | Frauen   |
| Disziplin                | Name                                                                                            | Verein                                                                                          | Zeit                                                                                            | Name                                                                                            | Verein                                                                                          | Zeit     |
| 050 m Freistil           | Damian Wierling                                                                                 | SG Essen                                                                                        | 00:22,12                                                                                        | Angelina Köhler                                                                                 | Hannover 96                                                                                     | 00:25,42 |
| 100 m Freistil           | Damian Wierling                                                                                 | SG Essen                                                                                        | 00:48,89                                                                                        | Annika Bruhn                                                                                    | Neckarsulmer Sport-Union                                                                        | 00:54,13 |
| 200 m Freistil           | Marius Zobel                                                                                    | SC Magdeburg                                                                                    | 01:47,92                                                                                        | Annika Bruhn                                                                                    | Neckarsulmer Sport-Union                                                                        | 01:58,65 |
| 400 m Freistil           | Poul Zellmann                                                                                   | SG Essen                                                                                        | 03:48,35                                                                                        | Julia Hassler                                                                                   | SV Nikar Heidelberg                                                                             | 04:10,71 |
| 800 m Freistil           | Florian Wellbrock                                                                               | SC Magdeburg                                                                                    | 07:51,58                                                                                        | Julia Hassler                                                                                   | SV Nikar Heidelberg                                                                             | 08:33,02 |
| 1500 m Freistil0         | Florian Wellbrock                                                                               | SC Magdeburg                                                                                    | 15:08,45                                                                                        | Sarah Köhler                                                                                    | SG Frankfurt                                                                                    | 16:06,82 |
| 050 m Brust              | Melvin Imoudu                                                                                   | Potsdamer SV                                                                                    | 00:27,39                                                                                        | Anna Elendt                                                                                     | DSW 1912 Darmstadt                                                                              | 00:31,47 |
| 100 m Brust              | Melvin Imoudu                                                                                   | Potsdamer SV                                                                                    | 01:00,66                                                                                        | Anna Elendt                                                                                     | SW 1912 Darmstadt                                                                               | 01:08,79 |
| 200 m Brust              | Marco Koch                                                                                      | DSW 1912 Darmstadt                                                                              | 02:08,97                                                                                        | Jessica Steiger                                                                                 | VfL Gladbeck                                                                                    | 02:27,07 |
| 050 m Rücken             | Mohamed Samy                                                                                    | al Ahly Kairo                                                                                   | 00:25,01                                                                                        | Laura Riedemann                                                                                 | SV Halle/Saale                                                                                  | 00:28,29 |
| 100 m Rücken             | Christian Diener                                                                                | Potsdamer SV                                                                                    | 00:54,60                                                                                        | Laura Riedemann                                                                                 | SV Halle/Saale                                                                                  | 01:00,60 |
| 200 m Rücken             | Christian Diener                                                                                | Potsdamer SV                                                                                    | 01:59,19                                                                                        | Lisa Graf                                                                                       | SG Neukölln Berlin                                                                              | 02:10,39 |
| 050 m Schmetterling      | Damian Wierling                                                                                 | SG Essen                                                                                        | 00:23,54                                                                                        | Aliena Schmidtke                                                                                | SC Magdeburg                                                                                    | 00:26,38 |
| 100 m Schmetterling      | Ramon Klenz                                                                                     | Hamburger SC                                                                                    | 00:52,59                                                                                        | Alexandra Wenk                                                                                  | SG Stadtwerke München                                                                           | 00:58,89 |
| 200 m Schmetterling      | Ramon Klenz                                                                                     | Hamburger SC                                                                                    | 01:55,76                                                                                        | Franziska Hentke                                                                                | SC Magdeburg                                                                                    | 02:09,09 |
| 200 m Lagen              | Philip Heintz                                                                                   | SV Nikar Heidelberg                                                                             | 02:00,88                                                                                        | Alexandra Wenk                                                                                  | SG Stadtwerke München                                                                           | 02:14,60 |
| 400 m Lagen              | Ramon Klenz                                                                                     | Hamburger SC                                                                                    | 04:18,68                                                                                        | Juliane Reinhold                                                                                | SSG Leipzig                                                                                     | 04:44,32 |
| 4 × 100 m Freistil       | SG Essen Kusch, Zellmann, Brock, Wierling                                                       | SG Essen Kusch, Zellmann, Brock, Wierling                                                       | 03:20,62                                                                                        | SG Essen van Loock, Janssen, Ruhnau, Höpink                                                     | SG Essen van Loock, Janssen, Ruhnau, Höpink                                                     | 03:49,23 |
| 4 × 200 m Freistil       | Neckarsulmer Sport-Union Rapp, Mühlleitner, Pinneker, Schmid                                    | Neckarsulmer Sport-Union Rapp, Mühlleitner, Pinneker, Schmid                                    | 07:19,77                                                                                        | SSG Leipzig Pietruschka, Neubert, Reinhold, Friedrich                                           | SSG Leipzig Pietruschka, Neubert, Reinhold, Friedrich                                           | 08:06,66 |
| 4 × 100 m Lagen          | Potsdamer SV Diener, Imoudu, Friese, Lebherz                                                    | Potsdamer SV Diener, Imoudu, Friese, Lebherz                                                    | 03:38,31                                                                                        | SG Essen van Loock, Goll, Demler, Höpink                                                        | SG Essen van Loock, Goll, Demler, Höpink                                                        | 04:11,33 |
| 4 × 100 m Freistil Mixed | SG Essen Damian Wierling, Hana van Loock, Lisa Höpink, Poul Zellmann                            | SG Essen Damian Wierling, Hana van Loock, Lisa Höpink, Poul Zellmann                            | SG Essen Damian Wierling, Hana van Loock, Lisa Höpink, Poul Zellmann                            | SG Essen Damian Wierling, Hana van Loock, Lisa Höpink, Poul Zellmann                            | SG Essen Damian Wierling, Hana van Loock, Lisa Höpink, Poul Zellmann                            | 03:31,37 |
| 4 × 100 m Lagen Mixed    | Neckarsulmer Sport-Union Marlene Hüther, Fabian Schwingenschlögl, Daniel Pinneker, Annika Bruhn | Neckarsulmer Sport-Union Marlene Hüther, Fabian Schwingenschlögl, Daniel Pinneker, Annika Bruhn | Neckarsulmer Sport-Union Marlene Hüther, Fabian Schwingenschlögl, Daniel Pinneker, Annika Bruhn | Neckarsulmer Sport-Union Marlene Hüther, Fabian Schwingenschlögl, Daniel Pinneker, Annika Bruhn | Neckarsulmer Sport-Union Marlene Hüther, Fabian Schwingenschlögl, Daniel Pinneker, Annika Bruhn | 03:53,91 |

1. ↑  Deutscher Altersklassenrekord für 19-Jährige
2. ↑  neuer DSV-Rekord
3. 1 2 3  neuer DSV-Rekord für Vereinsstaffeln

## Randnotizen
In den Wettkämpfen wurden diesmal die Deutschen Juniorenmeister 2018 ermittelt.